# Tênis de mesa nos Jogos Pan-Americanos de 2023
As competições de tênis de mesa nos Jogos Pan-Americanos de 2023 em Santiago, no Chile, foram realizadas de 29 de outubro a 5 de novembro de 2023 no Centro de Treinamento Olímpico, localizado em Ñuñoa.
Foram disputados sete eventos por medalhas, sendo dois individuais, três de duplas e dois por equipes.

## Qualificação
Um total de 88 mesa-tenistas poderiam se qualificar para competir (44 homens e 44 mulheres). Cada Comitê Olímpico Nacional poderia inscrever no máximo seis competidores (três por gênero). Em cada gênero, houve um total de 12 equipes qualificadas, com uma equipe por evento reservada para o país-anfitrião, Chile. Seis vagas por gênero foram alocadas para eventos individuais para competidores que obtiveram os melhores resultados no torneio de classificação para os Jogos Pan-Americanos.
As duas melhores equipes (no masculino e no feminino) no Campeonato Pan-Americano de 2022, as duas melhores equipes (não qualificadas previamente) do Caribe, da América Central, da América do Sul e a melhor equipe da América do Norte, além das duas melhores equipes do evento de classificação especial se qualificaram para o Pan. 
As últimas seis vagas foram  distribuídas para mesa-tenistas individuais, com o máximo de dois por CON.

## Nações participantes
Ao todo, 19 CONs qualificaram pelo menos um mesa-tenista em um dos eventos, com a quantidade de competidores entre parênteses.
- ARG Argentina (7)
- BAR Barbados (1)
- BRA Brasil (6)
- CAN Canadá (6)
- CHI Chile (6)
- COL Colômbia (5)
- CUB Cuba (7)
- ESA El Salvador (1)
- EAI Equipe de Atletas Independentes (6)
- ECU Equador (5)
- USA Estados Unidos (6)
- GUY Guiana (2)
- MEX México (6)
- PAR Paraguai (4)
- PER Peru (5)
- PUR Porto Rico (6)
- DOM República Dominicana (4)
- TTO Trinidad e Tobago (1)
- VEN Venezuela (4)

## Medalhistas
Masculino
| Evento           | Ouro                                             | Prata                                          | Bronze                                                          |
| ---------------- | ------------------------------------------------ | ---------------------------------------------- | --------------------------------------------------------------- |
| Simples detalhes | Hugo Calderano BRA Brasil                        | Andy Pereira CUB Cuba                          | Marcos Madrid MEX México                                        |
| Simples detalhes | Hugo Calderano BRA Brasil                        | Andy Pereira CUB Cuba                          | Eugene Wang CAN Canadá                                          |
| Duplas detalhes  | Jorge Campos Andy Pereira CUB Cuba               | Hugo Calderano Vitor Ishiy BRA Brasil          | Horacio Cifuentes Gastón Alto ARG Argentina                     |
| Duplas detalhes  | Jorge Campos Andy Pereira CUB Cuba               | Hugo Calderano Vitor Ishiy BRA Brasil          | Gustavo Gómez Nicolás Burgos CHI Chile                          |
| Equipes detalhes | Eric Jouti Hugo Calderano Vitor Ishiy BRA Brasil | Siméon Martin Edward Ly Eugene Wang CAN Canadá | Horacio Cifuentes Santiago Lorenzo Gastón Alto ARG Argentina    |
| Equipes detalhes | Eric Jouti Hugo Calderano Vitor Ishiy BRA Brasil | Siméon Martin Edward Ly Eugene Wang CAN Canadá | Jishan Liang Nandan Naresh Siddhartha Naresh USA Estados Unidos |

Feminino
| Evento           | Ouro                                               | Prata                                                   | Bronze                                                      |
| ---------------- | -------------------------------------------------- | ------------------------------------------------------- | ----------------------------------------------------------- |
| Simples detalhes | Adriana Díaz PUR Porto Rico                        | Bruna Takahashi BRA Brasil                              | Zhang Mo CAN Canadá                                         |
| Simples detalhes | Adriana Díaz PUR Porto Rico                        | Bruna Takahashi BRA Brasil                              | Lily Zhang USA Estados Unidos                               |
| Duplas detalhes  | Amy Wang Rachel Sung USA Estados Unidos            | Giulia Takahashi Bruna Takahashi BRA Brasil             | Paulina Vega Daniela Ortega CHI Chile                       |
| Duplas detalhes  | Amy Wang Rachel Sung USA Estados Unidos            | Giulia Takahashi Bruna Takahashi BRA Brasil             | Adriana Díaz Melanie Díaz PUR Porto Rico                    |
| Equipes detalhes | Amy Wang Lily Zhang Rachel Sung USA Estados Unidos | Brianna Burgos Adriana Díaz Melanie Díaz PUR Porto Rico | Giulia Takahashi Bruna Alexandre Bruna Takahashi BRA Brasil |
| Equipes detalhes | Amy Wang Lily Zhang Rachel Sung USA Estados Unidos | Brianna Burgos Adriana Díaz Melanie Díaz PUR Porto Rico | Zhiying Zeng Paulina Vega Daniela Ortega CHI Chile          |

Misto
| Evento          | Ouro                                  | Prata                                  | Bronze                                |
| --------------- | ------------------------------------- | -------------------------------------- | ------------------------------------- |
| Duplas detalhes | Daniela Fonseca Jorge Campos CUB Cuba | Bruna Takahashi Vitor Ishiy BRA Brasil | Paulina Vega Nicolás Burgos CHI Chile |
| Duplas detalhes | Daniela Fonseca Jorge Campos CUB Cuba | Bruna Takahashi Vitor Ishiy BRA Brasil | Eugene Wang Zhang Mo CAN Canadá       |

## Quadro de medalhas
| Ordem | País               | Medalha de ouro | Medalha de prata | Medalha de bronze |    |
| ----- | ------------------ | --------------- | ---------------- | ----------------- | -- |
| 1     | BRA Brasil         | 2               | 4                | 1                 | 7  |
| 2     | CUB Cuba           | 2               | 1                |                   | 3  |
| 3     | USA Estados Unidos | 2               |                  | 2                 | 4  |
| 4     | PUR Porto Rico     | 1               | 1                | 1                 | 3  |
| 5     | CAN Canadá         |                 | 1                | 3                 | 4  |
| 6     | CHI Chile          |                 |                  | 4                 | 4  |
| 7     | ARG Argentina      |                 |                  | 2                 | 2  |
| 8     | MEX México         |                 |                  | 1                 | 1  |
| TOTAL | TOTAL              | 7               | 7                | 14                | 28 |